# Giro d'Italia de 1966
Giro d'Italia 1966 foi a quadragésima nona edição da prova ciclística Giro d'Italia (Corsa Rosa), realizada entre os dias 18 de maio e 9 de junho de 1966.
A competição foi realizada em 22 etapas com um total de 3.976 km.
O vencedor foi o ciclista italiano Gianni Motta. Largaram 100 competidores, cruzaram a linha de chegada 83 corredores.